# ローマ歴史地区、教皇領とサン・パオロ・フオーリ・レ・ムーラ大聖堂
ローマ歴史地区、教皇領とサン・パオロ・フオーリ・レ・ムーラ大聖堂（ローマれきしちく、きょうこうりょうとサン・パオロ・フオーリ・レ・ムーラだいせいどう）は、イタリアのローマおよびバチカンにあるユネスコの世界遺産の登録物件。登録は1980年で、ヴェネツィア広場を中心としたエリアが登録されている。1990年には、アウグストゥスの霊廟、ハドリアヌス帝の霊廟などが拡張登録されている。また、同じく世界遺産に登録されている「バチカン市国」とも隣接し、こちらと一体となった保全活動が実施されている。

## 概要
伝説によると、王の命により双子のロームルスとレムスの兄弟はテヴェレ川に流され、そこで狼に拾われて育てられた。そのロームルスがパラティーノの丘にローマを築いたという。
実際には、紀元前7世紀頃にサビニ人、ラテン人がローマを築いた。その後、現在まで都市として機能し続けており、都市の中の都市とローマが呼ばれる所以である。

## 建造物

### フォロ・ロマーノ
パラティーノの丘とカンピドリオの丘の中間に位置する。フォロとは、広場のこと。ローマ帝国の政治、商業と市民の生活の中心だった場所である。フォロ・ロマーノが本格的に整備されるようになったのは、ユリウス・カエサルの時代で、アウグストゥスがこれを引き継ぎ、カエサルを祭ったユリウス神殿、元老院やバシリカ・ユリアが整備された。

### コロッセオ
80年にティトゥス帝が建築。当時はフラウイウスの闘技場と呼ばれていた。コロッセオは長径が188m、短径が156mの楕円形。高さは48.5mの4層構造。収容人数は5万人とも6万人以上ともいわれている。ローマ帝国時代、ここでは血をすわせるため白い砂が撒かれその上で剣闘士同士や、剣闘士と猛獣の戦いが見世物として行われた。時には水を張って模擬海戦も行われたという。
現在は、地上部分が露出している。

### コンスタンティヌスの凱旋門
当時副帝であったコンスタンティヌス帝が正帝マクセンティウス帝に対し、312年ミルヴィオ橋の戦いで勝利したことを記念して、315年に作られた。高さ28m、幅25.7m。見事なレリーフが施されている。

### サン・ジョヴァンニ・イン・ラテラノ大聖堂
コンスタンティヌス帝が312年に建築した、世界で初めての本格的なキリスト教聖堂である。ラテラノ条約によって、バチカン市国の領域外にありながらバチカン市国の特別な権利が認められている。ローマ教皇のローマ司教としての司教座聖堂（カテドラル）である。

### サンタ・マリア・マッジョーレ大聖堂
7つの丘の1つエスクィリーノの丘の上に建つ聖堂。教皇リベリウスの夢の中で「夏に雪の降った地に教会を立てよ」と聖母が告げ、実際に真夏に雪が降った場所に聖堂を建てたという伝説から、雪の聖母聖堂とも言われる。鐘楼は、1377年頃に建築され、ローマで最高の75mを誇る。

### サン・パオロ・フオーリ・レ・ムーラ大聖堂
4世紀、コンスタンティヌス帝により建築された、聖パウロの墓がある聖堂。奥行き131m、幅65m、高さ30m。内部は80本の大理石の柱が4列に並んでいる。フオーリ・レ・ムーラとは、城壁の外という意味で、その名の通り城壁から南へ2kmはなれた場所にある。聖堂の名前を日本語に訳すと「城壁外の聖パウロ大聖堂」という名前になる。建築当時は小さな聖堂であったが、その後大規模な改修が行われた。しかし1823年の火災で全壊、1928年に再建された。

### カラカラ浴場
217年にカラカラ帝によって造られた公衆浴場。1600人収容可能だったと推定されている。浴場以外にも図書館などもあり、ローマ市民の娯楽施設であったことが窺える。度重なる破壊と略奪があったが、現在もモザイク模様の床などが残る。

## 登録基準
この世界遺産は世界遺産登録基準のうち、以下の条件を満たし、登録された（以下の基準は世界遺産センター公表の登録基準からの翻訳、引用である）。
- (1) 人類の創造的才能を表現する傑作。
- (2) ある期間を通じてまたはある文化圏において、建築、技術、記念碑的芸術、都市計画、景観デザインの発展に関し、人類の価値の重要な交流を示すもの。
- (3) 現存するまたは消滅した文化的伝統または文明の、唯一のまたは少なくとも稀な証拠。
- (4) 人類の歴史上重要な時代を例証する建築様式、建築物群、技術の集積または景観の優れた例。
- (6) 顕著で普遍的な意義を有する出来事、現存する伝統、思想、信仰または芸術的、文学的作品と直接にまたは明白に関連するもの（この基準は他の基準と組み合わせて用いるのが望ましいと世界遺産委員会は考えている）。

## アクセス
ローマ・フィウミチーノ空港から、ローマ市内まで車で約30分。